# Edward Giergielewicz
Edward Giergielewicz (ur. 20 września 1903 w Kaliszu, zm. 9 kwietnia 1940 w Katyniu) – polski sędzia, historyk, doktor prawa, pracownik Ministerstwa Sprawiedliwości, kapitan piechoty Wojska Polskiego II Rzeczypospolitej i ofiara zbrodni katyńskiej.

## Życiorys
Był synem Juliana i Zenobii Giergielewiczów. Ukończył gimnazjum w Płocku oraz prawo na Uniwersytecie Warszawskim (1927). Tytuł doktora prawa uzyskał w 1930 r. Jego rozprawa doktorska Poglądy filozoficzno prawne Hugona Kołłątaja przyjęta została przez Radę Wydziału Prawa jako praca Seminarium filozofii prawa Uniwersytetu Warszawskiego.
Był sędzią w Lublinie. Następnie został przeniesiony do Sądu Okręgowego w Warszawie, jednocześnie pracował naukowo. Przed wojną mieszkał w Warszawie przy ul. Szregera 87.
Po wybuchu II wojny światowej, w czasie kampanii wrześniowej 1939 w stopniu kapitana piechoty dowodził oddziałem Wojska Polskiego. Po agresji sowieckiej, w czasie której Armia Czerwona wkroczyła na tereny wschodnie Polski, został rozbrojony i wzięty do obozu jenieckiego NKWD dla oficerów WP w Kozielsku. Stamtąd udało mu się przesłać gryps do brata. Wiosną 1940 został przetransportowany do Katynia i rozstrzelany przez funkcjonariuszy Obwodowego Zarządu NKWD w Smoleńsku oraz pracowników NKWD przybyłych z Moskwy na mocy decyzji Biura Politycznego KC WKP(b) z 5 marca 1940. Został pochowany na terenie obecnego Polskiego Cmentarza Wojennego w Katyniu, gdzie w 1943 jego ciało zidentyfikowano podczas ekshumacji prowadzonych przez Niemców pod numerem 1559. Przy zwłokach Edwarda Giergielewicza został odnaleziono bilet tramwajowy miesięczny warszawski z fotografią.

## Ordery i odznaczenia
- Złoty Krzyż Zasługi (7 sierpnia 1939)[3]

## Wybrane publikacje
- Poglądy filozoficzno prawne Hugona Kołłątaja, rozprawa doktorska, Instytut wydawniczy Kasy Mianowskiego, Warszawa 1930[4]
- Kołłątaj, Warszawa 1930
- Atmosfera ideologiczna Sejmu Czteroletniego, Warszawa 1938[5]